# Pimpichaya Kokram
Pimpichaya Kokram (taj.: พิมพิชยา ก๊กรัมย์; ur. 16 czerwca 1998 w Buriram) – tajska siatkarka, reprezentantka kraju, grająca na pozycji atakującej. 

## Przebieg kariery
| Lata                  | Klub                  |
| --------------------- | --------------------- |
| 2014–2018             | 3BB Nakornnont        |
| 2018–2019             | Bandung BJB Tandamata |
| 2019–2021             | 3BB Nakornnont        |
| 2021–2024             | Kurobe AquaFairies    |
| 2024– (od 11.10.2024) | SSC Palmberg Schwerin |

## Sukcesy klubowe
Liga tajska:
- 2019

Liga niemiecka:
- 2025[3]

## Sukcesy reprezentacyjne
Mistrzostwa Azji U-17:
- 2014

Mistrzostwa Azji U-23:
- 2015, 2017

Igrzyska Azji Południowo-Wschodniej:
- 2015, 2017, 2019[4], 2022[5]

Volley Masters Montreux:
- 2016[6]

Mistrzostwa Azji Juniorek:
- 2016

Puchar Azji:
- 2016

Mistrzostwa Azji:
- 2023[7]
- 2017[8]

Igrzyska Azjatyckie:
- 2018[9]
- 2022[10]

## Nagrody indywidualne
- 2014: Najlepsza atakująca Mistrzostw Azji U-17
- 2015: Najlepsza atakująca Mistrzostw Azji U-23
- 2016: Najlepsza atakująca Mistrzostw Azji Juniorek
- 2017: Najlepsza atakująca Mistrzostw Azji U-23
- 2018: Najlepsza atakująca Pucharu Azji